# 7597 Shigemi
7597 Shigemi este un asteroid din centura principală de asteroizi.

## Descriere
7597 Shigemi este un asteroid din centura principală de asteroizi. A fost descoperit pe 14 aprilie 1993 la Kiyosato de Satoru Ōtomo. El prezintă o orbită caracterizată de o semiaxă mare de 2,94 ua, o excentricitate de 0,06 și o înclinație de 3,2° în raport cu ecliptica.